# Boris Godunov (opera)
|  | For andre betydninger, se Boris Godunov (flertydig) |
Boris Godunov er en opera af Modest Musorgskij løst baseret på den russiske zar Boris Godunovs liv. Værket blev komponeret mellem 1868 og 1873 i St. Petersborg og er Musorgskijs eneste færdiggjorte opera. Operaen anses som Musorgskijs mesterværk.
Musorgskij skrev første version i årene 1868–1870. Versionen, som var på fire akter og syv scener, blev forkastet af teaterledelsen i St. Petersborg. På baggrund af musikkens usædvanlige ekspressivitet, en nymodens “klodset” instrumentering og fravær af musikalsk form, vurderede de den som amatøragtig. De efterlyste også en ledende kvinderolle.
I 1872 færdiggjorde Musorgskij den version, der er mest kendt. De største ændringer er en prolog og tre nye scener, som gav plads for rollen Marina Mniszech. Denne version blev uropført den 27. januar (juliansk kalender) 1874 i Mariinskij-teateret i St. Petersborg. Etter 25 opførsler blev den taget af plakaten, af politiske grunde.
Musorgskij skrev selv librettoen, som han baserede på motiver fra Pusjkins skuespill Boris Godunov og på kilder som Det russiske riges historie af Nikolaj Karamzin (1816-29) og Ivan Tsjudjakovs Middelalderens Rusland (1867).